# Chalcophaps stephani
La palomita esmeralda dorsiparda, palomita esmeralda parda, también palomita de Stephan o paloma de Stephan (Chalcophaps stephani) es una especie de ave en la familia Columbidae. Es propia del sureste de Asia y Oceanía.

## Descripción
Mide de 24 a 25 cm de largo y pesa entre  120 a 130 g. Su dorso y hombros son color marrón rojizo, las alas y cola marrón verdoso. La frente está marcada con una mancha blanca en el macho y gris en la hembra. Los iris son de color marrón oscuro. El pico es naranja rojizo. Las patas son de color rojo púrpura.

## Distribución y hábitat
Se la encuentra en Indonesia, Papua Nueva Guinea, y las islas Salomón. Su hábitat natural son los bosques húmedos siempreverdes, bosques secos secundarios en proximidades de la costa, bordes de los bosques y bosques secundarios hasta 1200 m.